# Алан Сокал
Алан Девід Сокал (англ. David Alan Sokal) — професор математики в Університетському коледжі Лондона і професор фізики в Нью-Йоркському університеті. Дослідження стосуються статистичної фізики і комбінаторики. Широкій аудиторії відомий завдяки критиці постмодернізму, найяскравішим проявом якої стала «афера Сокала» в 1996 році.

## Дослідження
Син радіоінженера Натана Сокала. У 1975 році батько і син опублікували першу спільну роботу, запропонувавши новий клас підсилювачів потужності надвисокочастотного діапазону — «клас Е». Поняття «класу Е» стало у своїй галузі загальноприйнятим, а стаття 1975 року станом на грудень 2012 року залишається найбільш цитованою роботою і батька, і сина, випереджаючи «Порушуючи кордони: …». Самостійна дослідницька робота Сокала зачіпає такі дисципліни, як математична фізика і комбінаторика. Зокрема, він займається міждисциплінарними питаннями цих двох галузей, які формулюються у статистичній механіці та квантовій теорії поля. Серед тем, що порушувалися в працях — алгебраїчна теорія графів, ланцюги Маркова, алгоритми задач статистичної фізики.
У 1997 році, спільно з Жаном Брікмоном, опублікував книгу «Інтелектуальні виверти», де критикувалася низка сучасних відомих постмодерністських інтелектуалів та філософів за некомпетентне і претензійне вживання наукових концепцій і термінології, а також досліджувалися проблеми епістемологічного релятивізму, в основному критикувалася ідея про те, що сучасна наука є не більш ніж «міф», «оповідання», або «соціальна конструкція», що нічим не виділяється серед інших.

## Містифікація Сокала
Широкій аудиторії Сокал відомий завдяки «афері Сокала» (1996). Сокала зацікавило, чи зможе він в журналі «Social Text», серед напрямків якого присутні, зокрема, постмодернізм, культурологія, ґендерні дослідження та ін., опублікувати статтю, зміст якої б «лестив ідеологічним переконанням редакторів». Він запропонував гучну й претензійну, але абсолютно безглузду статтю під назвою «Порушуючи межі: До трансформативної герменевтики квантової гравітації». Стаття являла собою майстерно написану пародію на сучасні філософські міждисциплінарні дослідження і була позбавлена будь-якого фізичного змісту. Журнал надрукував текст, а через деякий час в журналі «Lingua Franca» Сокал зізнався, що стаття була містифікацією і супроводив зауваженням, що вже краще б ліві гуманітарії та представники суспільних наук дотримувалися і спиралися головним чином на здоровий глузд. На критику з боку авторів, що ідентифікують себе з постмодернізмом, а також на звинувачення в обмані Сокал відповідав, що головним мотивом його було «захистити саму „ліву“ політику від внутрішнього ультрамодного її сегменту»:
|  | Чому я це зробив? Зізнаюся, що я — розгублений старий «лівий», який ніколи повністю не розумів, як деконструкція має допомогти робітничому класу. А ще я навчений досвідом вчений, який наївно вірить, що існує зовнішній світ, що в ньому існують об'єктивні істини про цей світі, і що моя робота полягає в тому, щоб виявити деякі з них |

## Книги
- Ален Сокал, Жан Брикмон.  Інтелектуальні виверти. Критика філософії постмодерну [Архівовано 15 січня 2013 у Wayback Machine.] = Fashionable Nonsense. Postmodern Intellectuals' Abuse of Science. — Москва: Будинок інтелектуальної книги, 2002. — 248 с. — 1000 екз. — ISBN 5-7333-0200-3.
- Bricmont J., Sokal A. Impostures intellectuelles, Odile Jacob, 1999.